# خانواده سوموزا
خانواده سوموزا (اسپانیایی: Familia Somoza‎) یک رژیم دیکتاتوری خانوادگی در کشور نیکاراگوئه بود که به مدت چهل و سه سال بین سالهای ۱۹۳۶ تا ۱۹۷۹ بر این کشور حکومت کرد.